# Tros (wieś)
Tros (niem. Trossen) – wieś w Polsce, położona w województwie warmińsko-mazurskim, w powiecie giżyckim, w gminie Ryn.
W latach 1975–1998 miejscowość administracyjnie należała do województwa suwalskiego.
Wieś sołecka do której należą wsie: Bachorza, Canki i Tros.